# طارق محمد صالح (لاعب كرة قدم)
طارق محمد صالح (1 يناير 1938 - 8 فبراير 1963) هو لاعب كرة قدم عراقي، لعب في مركز مهاجم للمنتخب العراقي. لعب أربع مباريات مع المنتخب العراقي وسجل هدفين للعراق في تصفيات أولمبياد 1960 ضد لبنان.

## الانتماء السياسي
كان طارق محمد صالح ينتمي إلى الحزب الشيوعي العراقي منذ عام 1957، وبسبب انتمائه السياسي أُعدم بعد أنقلاب 8 شباط 1963 في بغداد.

## إحصائيات المهنة

### الأهداف الدولية
تظهر قائمة الأهداف والنتائج للعراق أولاً.
| #  | تاريخ          | مكان  | الخصم | أهداف | نتيجة | مسابقة               |
| -- | -------------- | ----- | ----- | ----- | ----- | -------------------- |
| 1. | 25 نوفمبر 1959 | بغداد | لبنان | 6-0   | 8-0   | تصفيات أولمبياد 1960 |
| 2. | 25 نوفمبر 1959 | بغداد | لبنان | 8-0   | 8-0   | تصفيات أولمبياد 1960 |

## اطلع ايضاً
- وميض خضر